# Issiaga Sylla
Issiaga Sylla (Conakry, 1994. január 1. –) guineai labdarúgó, a francia élvonalbeli Montpellier játékosa.

## Pályafutása

### A válogatottban
2011-ben mutatkozott be a guineai válogatottban, amellyel 3 selejtező mérkőzést játszott a 2014-es labdarúgó-világbajnokságra. Részt vett a 2015-ös, a 2019-es és a 2021-es Afrika-kupán.

## Sikerei, díjai
- Toulouse
  - Ligue 2: 2021–22